# Aethes atmospila
Aethes atmospila es una especie de polilla del género Aethes, categorizada en la tribu Cochylini, de la subfamilia Tortricinae.

## Distribución
Se distribuye por China.

## Taxonomía
Fue descrita por Meyrick in Caradja & Meyrick en 1937 y publicada en (Phalonia), Dt. ent. Z. Iris 51: 170.